# Breisgau – Nehmen und Geben
Nehmen und Geben ist ein deutscher Fernsehfilm von Thomas Durchschlag aus dem Jahr 2022. Es handelt sich nach Bullenstall um die zweite Folge der Krimireihe Breisgau mit Katharina Nesytowa, Joscha Kiefer und Johanna Gastdorf in den Hauptrollen. Die Erstausstrahlung im ZDF erfolgte am 6. April 2022. In der ZDF Mediathek wurde der Film am 30. März 2022 veröffentlicht.

## Handlung
In ihrem zweiten gemeinsamen Fall sind die aus Rostock stammende Kriminalhauptkommissarin Tanja Wilken und ihr Ermittlungspartner Dennis Danzeisen von der Mordkommission in Freiburg im Breisgau mit der Vergangenheit von dessen Onkel Daniel Danzeisen und einem Kunstdieb konfrontiert.
René Klettner wird schwer verletzt und alkoholisiert aus der Dreisam geborgen und liegt seitdem im Koma im Krankenhaus. Seine Frau Susanne ist überzeugt, dass Daniel Danzeisen ihren Mann umbringen wollte. Susanne hat Daniel bei einem Einsatz vor Jahren mit zwei Schüssen in den Rücken schwer verletzt, woraufhin Daniel den aktiven Dienst beenden musste. René wurde damals zu zwei Jahren Haft verurteilt, Susanne zu sechs Jahren. Sie ist erst vor drei Tagen aus der Haft entlassen worden. Susanne vermutet, dass sich Daniel daher rächen wollte.
Seit der damaligen Verurteilung der Klettners kümmern sich Raimund und Thekla Fischer als Pflegeeltern um Oskar, den Sohn der Klettners. Von Susanne erfährt Wilken, dass Daniel Danzeisen ihrem Mann am Tatabend 10.000 Euro angeboten hat. Laut Susanne wollte Daniel damit ihren Sohn abkaufen. Daniel bestätigt, sich mit René getroffen und ihm Geld dafür geboten zu haben, dass René und Susanne künftig die Pflegeeltern nicht mehr belästigen und für Kontakt zu ihrem Sohn Oskar mit dem Jugendamt reden sollen. René habe das Geld genommen und angekündigt, damit einen Anwalt bezahlen zu wollen, der ihnen Oskar zurückbringen solle. Susanne Klettner sei aus der Haft nicht vorzeitig entlassen worden, weil sie ihre Zellengenossin krankenhausreif geschlagen habe. Das Geld habe er in bar aus eigenen Rücklagen zur Verfügung gehabt. Anschließend sei er bei seiner Kellnerin Trixie zu Hause gewesen, weil sie nachts öfter unter Panikattacken leide, seitdem der Vater ihres Sohnes Emil nichts mehr da sei. Finanziell unterstützt werden Emil und Trixie außerdem von Dennis mit monatlich 200 Euro. Dennis ist im Gegensatz zu seiner Partnerin Tanja Wilken von der Unschuld seines Onkels, der mittlerweile das Stammlokal der Danzeisens betreibt, überzeugt. Wilken hegt dagegen weiterhin Misstrauen, befeuert vom Compliance-Beauftragten Heinz Löwe. Insbesondere die finanziellen Unterstützungen durch die Danzeisens aus ihren eigenen Mitteln kommen ihr verdächtig vor.
Zu den weiteren Tatverdächtigen zählen die Pflegeeltern Raimund und Thekla Fischer, die sich seit der damaligen Verurteilung der Klettners um deren Sohn Oskar kümmern und nun befürchten, ihn wieder abgeben zu müssen. Raimund gibt an, den ganzen Abend mit seiner Frau verbracht zu haben. Seine Frau Thekla, die unabhängig befragt wird, bestätigt dies. Außerdem ist Thomas Zühlke, ein alter Kumpel von René, verdächtig; möglicherweise hatten die beiden am Tatabend Streit. Zühlke war wegen Raub, Diebstahl und schwerer Körperverletzung im Gefängnis.
Nachdem René Klettner aus dem Koma erwacht ist, beschuldigt er Daniel Danzeisen, ihn niedergeschlagen zu haben. Aus den Mobilfunkdaten von Dennis geht hervor, dass er zur Tatzeit am Tatort war. Dennis gibt an, mit Emil durch Freiburg gefahren zu sein, weil dieser sonst nicht eingeschlafen wäre. Er bestreitet allerdings, Klettner niedergeschlagen zu haben. Susanne Klettner nimmt hinter dem Rücken der Pflegeeltern Kontakt mit ihrem Sohn auf und dringt dazu in deren Wohnung an. Sie wird in der Folge wegen Hausfriedensbruch, Sachbeschädigung und Raub angezeigt.
Neben den Nachforschungen im Fall Klettner finden auch Ermittlungen rund um den früheren Kunstdieb Johann Kronstein statt, der jetzt als „Experte für Kunst und Crime“ in Talkshows auftritt und Bücher veröffentlicht. Revierleiterin Dorothea Danzeisen und ihre Mannschaft mit Doreen und David Danzeisen sowie Diana Gruber vermuten, dass Kronstein in der Stadt sein könnte, um seinen nächsten Raub zu planen. Kronstein wird daher laufend observiert. Dabei beobachten Wilken und Dennis einen bewaffneten Überfall auf das Augustinermuseum; bei den Tätern handelt es sich um Susanne Klettner und Thomas Zühlke. Klettner wird von Wilken auf der Flucht angeschossen, die beiden können aber festgenommen werden. Währenddessen ist René Klettner aus dem Krankenhaus verschwunden. Zühlke gibt an, den Auftraggeber für den Überfall nicht zu kennen. Er hatte mit diesem per Post und Internet Kontakt und holte René mit ins Boot, weil dieser Geld brauchte.
Auf der Kleidung von Zühlke findet sich das Blut von René. Zwischen den beiden kam es zum Streit um die Beute; René wollte die Hälfte, während Zühlke 60 Prozent für sich wollte, weil er den Auftrag an Land gezogen hatte. Wilken bezweifelt, dass es sich bei Kronstein um den Auftraggeber handeln könnte. Tatsächlich finden sie diesen in Form des Hausmeisters Leo Engels, der sich ungerecht behandelt fühlte. René Klettner wird beim Versuch, seinen Sohn aus dem Haus der Fischers zu entführen, festgenommen.
Nebenhandlung
Bei einem Treffen der Familie Danzeisen im Vereinszimmer im Bullenstall unter der Leitung von Dorothea teilt sie mit, dass das letzte Gemälde ihrer Schwester Doreen „Magdalena am Brunnen“ hohen Gewinn erzielt hat, sodass der Bargeldbestand über 300.000 Euro beträgt. Davon wurden mehrere tausend Euro anonym für karitative Zwecke gespendet. Außerdem planen sie einen zinslosen Überbrückungskredit in Höhe von 5000 Euro an die Betreiber des Food Trucks zu vergeben, die auch Obdachlose bewirten und deren Truck möglicherweise deswegen zerstört wurde. Dafür wird im Polizeirevier eine Sammelbox aufgestellt, die von den Danzeisens mehrfach anonym befüllt wird. Die Höhe der gesammelten Beträge kommt dem Compliance-Beauftragten Heinz Löwe verdächtig vor. Dorothea und Dennis wollen Tanja in jedem Fall verheimlichen, wie ihre karitativen Aktionen finanziert werden, weil sie es nicht gutheißen würde. Mehrmals wird im Film zwischen Wilken und Dennis auch das Thema Vertrauen bzw. Misstrauen innerhalb der Familie und zwischen Kollegen thematisiert. Nachdem der Fall gelöst wurde, bricht Tanja in den Bullenstall ein. Dort findet sie im Safe hinter dem Porträtbild von Dorothea Danzeisen eine größere Summe Bargeld.

## Produktion
Die Dreharbeiten fanden vom 4. Oktober bis zum 4. November 2021 in Baden-Württemberg und Bayern statt. Drehorte waren unter anderem Freiburg im Breisgau, München und Aichach. Das Aichacher Krankenhaus stellt im Film das Marienkrankenhaus Freiburg dar.
Produziert wurde der Film von der Hager Moss Film GmbH (Produzentin Kirsten Hager) im Auftrag des ZDF. Die Kamera führte David Schultz. Für das Szenenbild zeichnete Maike Althoff verantwortlich, für den Ton Lutz Pape, für das Kostümbild Eva Kantor und für das Maskenbild Scharka Cechova und Veronika Tober.

## Rezeption

### Kritiken
Volker Bergmeister vergab auf tittelbach.tv 3,5 von sechs Sternen und befand, dass die Krimi-Story nicht sonderlich aufregend, zuweilen etwas holprig und ungelenk sei. Viel Raum nehme der Danzeisen-Clan ein, eine moderne Robin-Hood-Familie. Regisseur Durchschlag habe die Breisgau-Metropole ansprechend in Szene gesetzt, die eine noch größere Rolle einnehme. Die Tonalität der Krimireihe sei ein bisschen Spannung, deutlich mehr Spaß, insgesamt habe sie aber viel Luft nach oben.
Oliver Armknecht vergab auf film-rezensionen.de vier von zehn Sternen. Ähnlich dem ersten Teil der Reihe sei dieser Film ein nur mäßig spannender Krimi, dem ein eindeutiges Konzept fehle, was da eigentlich erreicht werden solle. Trotz der schönen Bilder und vereinzelt netter Figuren mache die Suche auf einen brutalen Schläger einfach nicht genug Spaß.
Oliver Jungen meinte in der Frankfurter Allgemeinen Zeitung, dass trotz Sätzen wie „Das ist unsere Stadt“ oder „Ab jetzt ist es persönlich“ nicht einmal von einer Patenfilm-Parodie die Rede sein könne. Kaum jemand spiele hier mit vollem Einsatz, mit Continuity habe man nicht viel am Schwarzwaldhut. Ein derart rammdösiges Format, das man vom Subtilitätsniveau her eher in den Achtzigerjahren verorten würde, erkläre sich wohl nur durch den öffentlich-rechtlichen Schenkelklopfföderalismus.

### Einschaltquoten
Bei der Erstausstrahlung von Nehmen und Geben am 6. April 2022 verfolgten in Deutschland insgesamt 5,68 Millionen Zuschauer die Filmhandlung, was einem Marktanteil von 20,3 Prozent für das ZDF entsprach. In der als Hauptzielgruppe für Fernsehwerbung deklarierten Altersgruppe von 14–49 Jahren erreichte Nehmen und Geben 0,32 Millionen Zuschauer und damit einen Marktanteil von 20,3 Prozent.